# Cirurgia d'hèrnia inguinal
La cirurgia d'hèrnia inguinal o herniorràfia inguinal o hernioplàstia inguinal, és una operació per reparar una debilitat a la paret abdominal, inguinalment, que de manera anormal permet que el contingut abdominal llisqui fora de la cavitat abdominal.
Hi ha dos grups diferents d'hèrnia inguinal: la directa i la indirecta (a través del canal inguinal). L'hèrnia de la regió engonal inclou, a més, l'hèrnia crural (o femoral) i, rarament, l'obturatriu. L'hèrnia inguinal és el tipus d'hèrnia més comú i consisteix en aproximadament el 75% de tots els casos de cirurgia d'hèrnia als EUA. L'hèrnia inguinal, que resulta d'una debilitat o defecte de la paret abdominal inferior, és més freqüent entre els homes amb aproximadament el 90% dels casos totals. A l'hèrnia inguinal, el teixit gras o una part de l'intestí prim s'introdueix al canal inguinal. Altres estructures que són poc freqüents, però que poden quedar atrapades en l'hèrnia inguinal poden ser l'apèndix, el cec i el còlon transvers. Les hèrnies poden ser asimptomàtiques, obstruïdes o estrangulades. L'hèrnia obstruïda provoca un deteriorament del flux intestinal i en l'hèrnia estrangulada s'obstrueix el flux sanguini a més del flux intestinal.
La cirurgia continua sent el tractament definitiu per a tots els tipus d'hèrnies, ja que no milloraran per si soles, però no totes requereixen reparació immediata. La cirurgia electiva s'ofereix a la majoria de pacients tenint en compte el seu nivell de dolor, molèsties, grau d'interrupció de l'activitat normal, així com el seu nivell general de salut. La cirurgia d'urgència es reserva normalment per a pacients amb complicacions de l'hèrnia que amenacin la vida, com ara l'obstruïda que no es pot reduir manualment i l'estrangulada. L'obstrucció es produeix quan el greix intraabdominal o l'intestí prim s'enganxen dins del canal i no poden tornar a lliscar cap a la cavitat abdominal ni sols ni amb maniobres manuals. Si no es tracta, l'obstrucció pot avançar fins a l'estrangulació intestinal, comprometent el subministrament de sang restringit al segment atrapat de l'intestí prim que fa que aquesta porció mori. Els resultats satisfactoris de la reparació solen mesurar-se mitjançant les taxes de recurrència de l'hèrnia, el dolor i la qualitat posterior de vida.
La reparació quirúrgica de les hèrnies inguinals és una de les operacions més freqüents a tot el món i la cirurgia més realitzada als Estats Units. Cada any es realitzen 20 milions de casos combinats de reparació d'hèrnies inguinals i femorals a tot el món. Les hèrnies engonals representen gairebé el 75% de totes les hèrnies de la paret abdominal, amb el risc vital d'una hèrnia inguinal d'un 27% en homes i un 3% en dones. Els homes representen gairebé el 90% de totes les reparacions realitzades i tenen una incidència bimodal d'hèrnies inguinals amb un màxim a l'any d'edat i de nou en els majors de 40 anys. Tot i que les dones representen aproximadament el 70% de les hèrnies crurals. De les reparacions d'hèrnia, les hèrnies inguinals indirectes segueixen sent el subtipus més comú d'hèrnia tant en homes com en dones.
La cirurgia d'hèrnia inguinal també és un dels procediments quirúrgics més habituals, amb una incidència estimada del 0,8-2% i augmenta fins a un 20% en nens prematurs.